# Абдуллаев, Ильяс Керим оглы
Ильяс Керим оглы Абдуллаев  (10 [23] марта 1913, Акстафа, Елизаветпольская губерния — 30 апреля 1985, Баку) — советский азербайджанский государственный и научный деятель. Академик Академии наук Азербайджанской ССР (1955). Кандидат сельскохозяйственных наук (1939).

## Биография
В 1934 г. окончил Азербайджанский сельскохозяйственный институт. Кандидат сельскохозяйственных наук с 1939 года.
После окончания института работал сначала заведующим сектором, а затем и директором Азербайджанской станции шелководства. С 1942 г. на партийной работе, назначен заведующим сельскохозяйственным отделом ЦК КП Азербайджана. С 1948 г. на работе в правительстве, последовательно занимал должности: с 1948 по 1950 гг. — заместитель председателя СМ Азербайджанской ССР, с 1950 по 1954 гг. — министр сельского хозяйства Азербайджанской ССР, с 1953 по 1954 гг. — заместитель председателя Совета Министров Азербайджанской ССР, с 1954 по январь 1958 гг. — первый заместитель председателя Совета Министров Азербайджанской ССР. С 1958 по 1959 гг. — председатель Президиума Верховного Совета Азербайджанской ССР. Действительный член АН Азербайджанской ССР с 1955 года. С 1959 г. — заведующий отделом генетики и селекции многолетних культур Института генетики и селекции АН Азербайджанской ССР. Председатель Общества генетиков и селекционеров Азербайджана (с 1966).
- Депутат Верховного Совета СССР 3—5-го созывов.
- Депутат Верховного Совета Азербайджанской ССР 2-го, 4 и 5-го созывов.

## Научная деятельность
Проводил исследования по вопросам биологии, генетики и селекции многолетних культур. также им установлен закон полиплоидных рядов в наследственной изменчивости, составлена методика определения аутополиплоидии и аллополиплоидии, изучены вопросы экспериментального мутагенеза и др.; выведены 8 сортов винограда (Шараби, Фараши, Атирли, Фикрети и др.). Автор более 350 научных работ, из которых 6 монографий, и 4 изобретений.

## Награды
- орден Трудового Красного Знамени
- орден «Знак Почёта».

## Известные адреса
Баку, проспект Нефтяников, 67